# Caecilia inca
Espèce
Statut de conservation UICN

 DD  : Données insuffisantes
Caecilia inca est une espèce de gymnophiones de la famille des Caeciliidae.

## Répartition
Cette espèce est endémique de la région de Loreto au Pérou.

## Publication originale
- Taylor, 1973 : A caecilian miscellany. University of Kansas Science Bulletin, vol. 50, no 5, p. 187-231 (texte intégral).